# Holkham Hall

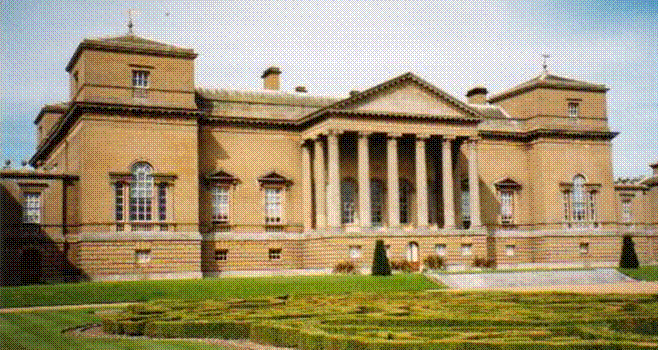
Holkham Hall. Die strenge palladianische Südfassade mit dem ionischen Portikus ist frei von Verzierungen und Reliefs. Die strenge Gliederung wird lediglich durch die venezianischen Fenster der Eckrisalite abgemildert.

Holkham Hall in Norfolk, England, ist ein Herrenhaus aus dem 18. Jahrhundert, welches im Stil des Palladianismus gebaut wurde. Errichtet wurde es von dem britischen Architekten William Kent für Thomas Coke, 1. Earl of Leicester. Kent stand dabei der Architekt Richard Boyle, Earl of Burlington beratend zur Seite, dessen Chiswick House als Prototyp des Neo-Palladianismus gilt.
Holkham House ist eines der bekanntesten und prominentesten Beispiele für den britischen Neo-Palladianismus des 18. Jahrhunderts. Die Strenge der Gestaltung kommt den Idealen Andrea Palladios näher als viele andere Gebäude dieser Epoche. Das Landgut, damals noch als Neals bezeichnet, wurde 1609 von Sir Edward Coke erworben, dem Begründer des Familienvermögens. Seitdem ist es Stammsitz der Familie Coke, den Earls of Leicester of Holkham. 2019 wurde Holkham Hall von rund 90.000 Personen besucht. 2024 betrug die Besucherzahl etwa 116.000 Personen.

## Architekten und Patrone

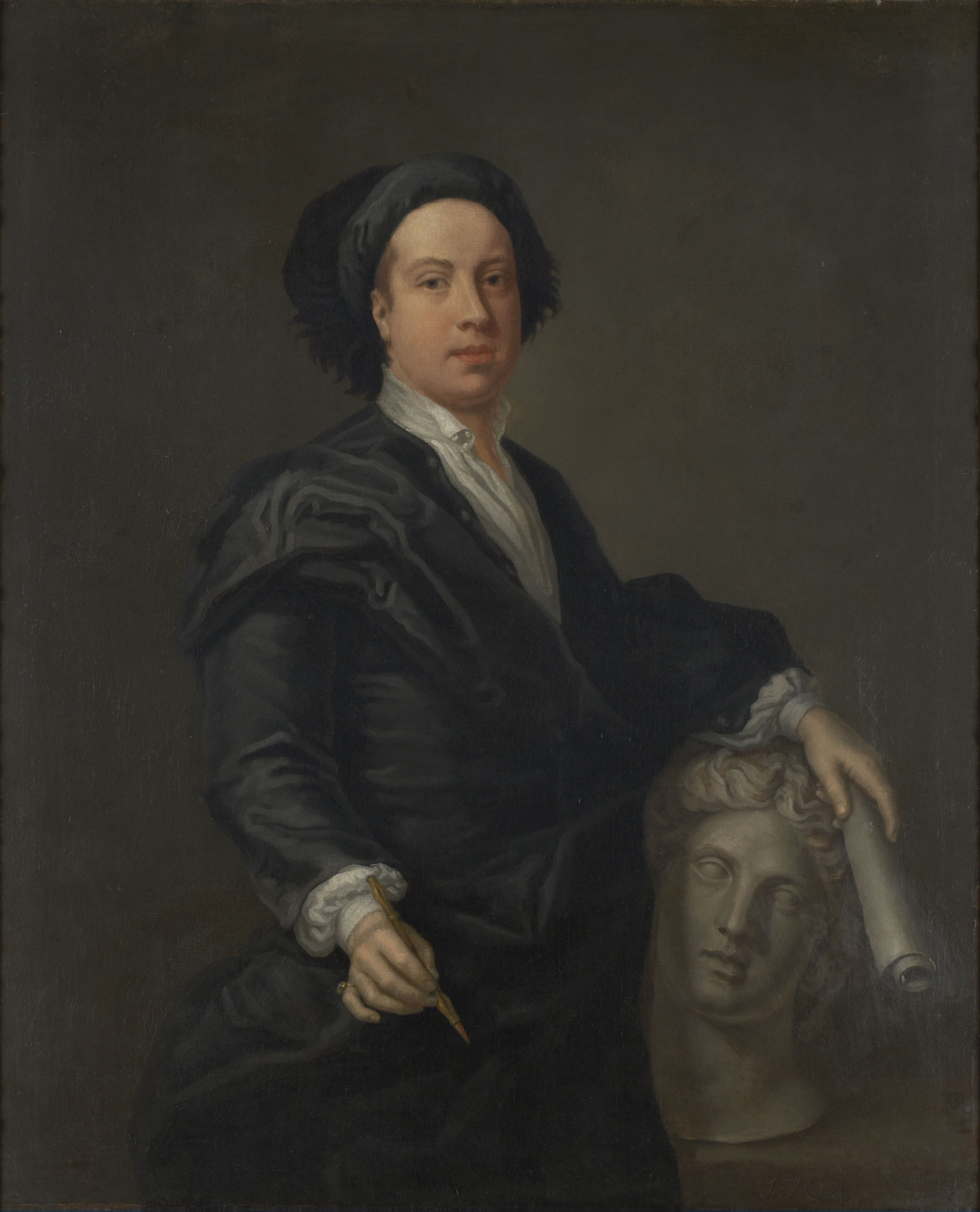
William Kent

Der Auftraggeber und Bauherr des Holkham Hall war Thomas Coke (1697–1759), der spätere 1. Earl of Leicester. Zunächst ließ Coke das elisabethanische Vorgängergebäude Hill Hall niederreißen. Während seiner Jugend (zwischen 1712 und 1718) hatte er eine größere Bildungsreise (Grand Tour) durch Europa, insbesondere Italien unternommen. Auf dieser traf er wahrscheinlich 1715 den adligen Architekten Richard Boyle, Earl of Burlington, Vorreiter des englischen Neo-Palladianismus, und William Kent in Italien, wo auch die Idee für den Bau von Holkham Hall entstanden sein könnte. Nach seiner Rückkehr von der Reise, bei der er sich neben einer Vielzahl von Büchern auch mit Gemälden und Skulpturen zur Einrichtung des geplanten Hauses eingedeckt hatte, investierte Coke einen großen Teil seines Vermögens in die South Sea Company. Als diese 1720 pleiteging, verlor Coke – ebenso wie viele andere Geldgeber – dieses Geld, wodurch sich seine Hausbaupläne um Jahre verschoben. Thomas Coke wurde 1744 Earl of Leicester und starb 1759; das Haus wurde jedoch erst fünf Jahre später fertiggestellt.
Obwohl Thomas Coke bereits in den frühen 1720er Jahren Colen Campbell für den Bau engagiert hatte, entstanden die ältesten erhaltenen Ausführungspläne und Entwürfe erst 1726 durch Matthew Brettingham unter Aufsicht von Coke selbst. Diese folgten den von Burlington und Kent formulierten Idealen und Richtlinien. Der Palladianismus hatte zu diesem Zeitpunkt sein großes Comeback in England. Der Stil tauchte erstmals vor dem Englischen Bürgerkrieg (1641–1652) kurz in England auf, vor allem durch die Arbeiten von Inigo Jones, wurde nach der Stuart-Restauration allerdings wieder verdrängt durch den Barock. Die als Palladian revival (Neo-Palladianismus) bekannte Phase im 18. Jahrhundert basierte vor allem auf den Bauten des namensgebenden italienischen Architekten Andrea Palladio aus dem 16. Jahrhundert, wobei allerdings auf eine Umsetzung der strikten Proportionsregeln verzichtet wurde. Der Stil entwickelte sich anschließend weiter in Richtung der Georgianischen Architektur, die bis heute in England populär ist. Der neue Palladianismus wurde auf eine Reihe von Stadt- und Landhäusern angewendet, wobei Holkham Hall bekannt ist für sein klares Design und damit seiner großen Nähe zu Palladios Idealen.
Thomas Coke, der geistige Vater des Projektes, delegierte alle architektonischen Aufgaben vor Ort an den örtlichen Architekten Matthew Brettingham aus Norfolk, der als Bauleiter engagiert wurde. Brettingham war wahrscheinlich schon vorher der Hausarchitekt des Landgutes. William Kent zeichnete für die Innenausstattung des Südwest-Pavillons, des Familienflügels verantwortlich, insbesondere für die „Lange Bibliothek“ (long library). Er erarbeitete auch eine Reihe Entwürfen für die äußerliche Gestaltung, wobei ihm eine deutlich reichere Außendekoration vorschwebte, als Thomas Coke sie haben wollte. 1734 wurde das Fundament gelegt, erst 30 Jahre später (1764) wurde der Bau abgeschlossen.

## Design

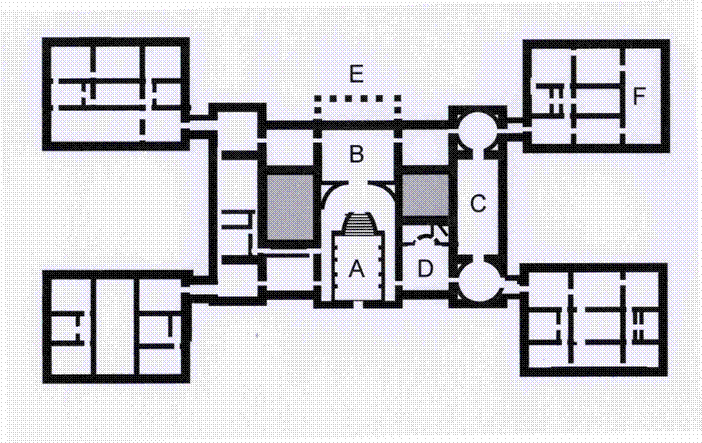
Vereinfachter, unskalierter Grundriss des Piano nobile des Holkham Hall. Gezeigt werden die vier symmetrischen Flügel, die an den vier Ecken des Hauptblocks ansetzen. A Marmorhalle; B Salon; C Statuengalerie mit einer halbrunden Tribüne an jedem Ende; D Esszimmer, E Südlicher Portikus; F Bibliothek im Familienflügel

Der Stil des Palladianismus war vor allem bei den Whigs – den Anhängern der British Whig Party – beliebt, zu denen auch Thomas Coke gehörte. Wie viele seiner Parteigenossen gefiel er sich darin, sich mit den antiken Römern zu identifizieren. William Kent war verantwortlich für das Äußere des Holkham Hall, wobei er sich mit Abwandlungen an Palladios ungebauter Villa Mocenigo, die in I quattro libri dell’architettura beschrieben ist, orientierte. Die Pläne sahen einen zentralen Wohnblock mit nur zwei Stockwerken vor. Das Hauptgeschoss (Piano nobile) bestand aus zwei symmetrischen Fluchten repräsentativer Räume um zwei Innenhöfe, die von außen allerdings nicht sichtbar sind. Sie dienen einzig der Beleuchtung und haben keine architektonische Funktion. Dieser zentrale Block wird von vier kleineren Flügeln flankiert, die mit dem Hauptblock an den Ecken nicht, wie dies im Palladianismus vorgesehen ist, durch lange Kolonnaden verbunden sind, sondern lediglich durch kurze zweigeschossige Flügel mit nur einer Fensterachse.

## Äußere Gestaltung
Das äußere Erscheinungsbild von Holkham Hall erinnert an einen großen römischen Palast. Aber auch für palladianische Standards ist es sehr streng, geradezu abweisend gestaltet und verzichtet fast vollständig auf Ornamente. Dies ist wohl auf den direkten Einfluss von Thomas Coke zurückzuführen, der nach Angaben des Architekten vor Ort, Matthew Brettingham vor allem auf commodiousness, also Bequemlichkeit, Wert legte. Entsprechend bekamen Räume, die schon mit nur einem Fenster ausreichend beleuchtet waren, auch nur dieses eine, auf ein zweites, das die Fassadengestaltung verbessert hätte, wurde verzichtet, um das Zimmer nicht kalt oder zugig zu machen. Als Ergebnis erscheinen die wenigen Fenster des Hauptgeschosses, obwohl sie symmetrisch und wohlüberlegt angeordnet wurden, in der massiven Ziegelsteinwand etwas verloren – wenngleich diese gelben Ziegelsteine extra für Holkham nach dem Muster antiker, römischer Ziegel angefertigt wurden.
Ein Mezzaningeschoss, mit einer Reihe niedriger Fenstern oberhalb des Hauptgeschosses, wie es der palladianische Stil eigentlich vorschreibt, wurde verzichtet. Der Grund hierfür liegt in der Höhe der Räume im Piano Nobile, die doppelt so hoch sind wie die Zimmer vergleichbarer Gebäude. Auf Blindfenster, die die Strenge der Fassade hätten abmildern können, wurde ebenfalls verzichtet. Im Erdgeschoss sind die mit Rustikoarbeiten gestalteten Mauern von kleinen Fenstern durchbrochen, die jedoch eher an ein Gefängnis als an ein Schloss denken lassen. Den Architekturkritiker Nigel Nicolson erinnerte das Gebäude denn wegen seiner funktionalen Anmutung an „eine preußische Reitschule.“

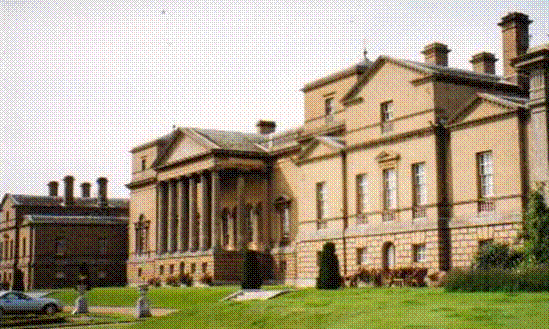
Holkham Hall, am Rand einer der vier Gebäudeflügel

Die Haupt- oder Südfassade ist – einschließlich der Seitenflügel – 104,9 Meter lang. Die Strenge im Bereich des Hauptgeschosses wird dabei nur durch den zentralen sechssäuligen Portikus unterbrochen. Zwei Risalite an den Gebäudeecken, rahmen das Hauptgebäude optisch ein. Sie sind mit einem venezianischen Fenster ausgestaltet und überdacht von einem eingeschossigen quadratischen Türmchen mit einem abgekappten Dach ähnlich dem des um fast 100 Jahre früher errichteten Wilton House von Inigo Jones. Dort hatten Jones und Isaac de Caus einen fast identischen Portikus vorgesehen, der jedoch nie ausgeführt wurde.
In den Eckpavillons befinden sich vor allem Neben- und Wirtschaftsräume. Sie sind nahezu identisch aufgebaut – mit drei Segmenten, durch einen einem kleinen Rücksprung voneinander abgesetzt mit schlichten Pedimenten. Die benutzten Steine, Rücksprünge, Pedimente und Schornsteine lassen den Englischen Barock anklingen, ein Stil der etwa zehn Jahre vor Erbauung des Holkham Hall und vor allem durch das Seaton Delaval Hall von John Vanbrugh berühmt und geschätzt war. Einer dieser Pavillons war ein selbständiges Landhaus, das die Familie benutzen konnte, wenn die repräsentativen Räume des Hauptgebäudes gerade ungenutzt waren.

## Innenräume

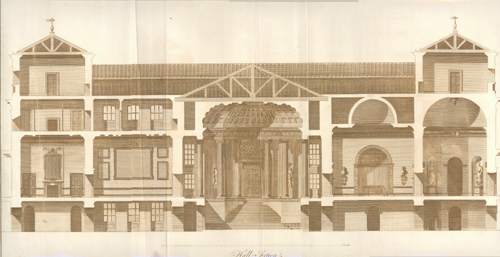
Querschnitt durch die vorderen Räume des Holkham Hall

Im Inneren des Hauses erreicht der palladianische Stil eine Größe und Pracht, wie kaum in einem anderen englischen Schloss – ein absichtlicher Kontrast zu der eher abweisenden Fassade. Bemerkenswert ist dabei, dass diese einzigartige Pracht gerade durch das Fehlen überschwänglicher Verzierungen entsteht. Man betritt das Gebäude durch eine Marmorhalle mit der Kent eine römische Basilika nachempfand, wobei das Hauptmaterial für die Verkleidungen allerdings in Wahrheit Alabaster aus Derbyshire ist. Der Raum ist 15,2 Meter hoch und wird von der breiten Treppenflucht aus weißem Marmor dominiert, die auf die Galerie bzw. das Peristyl führen. Die vergoldete Decke des Raumes ruht auf ionischen Säulen aus Alabaster, einem Design von Inigo Jones nachgeahmt, das seinerseits am römischen Pantheon angelehnt ist. Die Pfeiler sollen Kopien des römischen Portunestempels der Fortuna Virilis darstellen. In den Nischen um die Eingangshalle stehen Statuen, hauptsächlich Gipskopien von Darstellungen römischer Gottheiten.

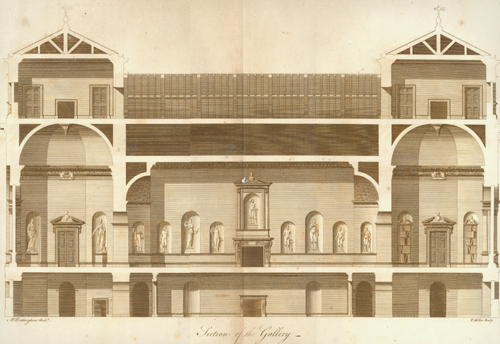
Querschnitt durch die Statuengalerie

Die Treppenflucht aus der Eingangshalle führt in das Piano Nobile des Hauses und den repräsentativen state rooms. Der bedeutendste Raum, der Salon, liegt direkt hinter dem Portikus. Die Wände sind mit Samt aus Genua ausgeschlagen und Kassettendecke vergoldet. Hier hängt auch das Gemälde „Rückkehr aus Ägypten“ von Peter Paul Rubens. Auf seiner Grand Tour kaufte Thomas Coke zudem eine Reihe von antiken römischen und griechischen Statuen, die in der Statue Gallery, die sich über die gesamte Länge des Gebäudes von Norden nach Süden erstreckt, aufgestellt sind. Der nördliche Speiseraum (North Dining Room), ein quadratischer Raum mit 8,2 Metern Wandlänge, ist mit einem Teppich aus Axminster ausgelegt, der exakt das Muster der Decke des Raumes spiegelt. In einer Nische dieses Raumes steht eine Büste des Aelius Verus, die bei der Restauration von Nettuno gefunden wurde. Eine klassische Apsis verleiht dem Raum das Flair eines Tempels. In Wirklichkeit verbergen sich in der Aspis die Zugänge zu einem Labyrinth von Fluren, die zu entfernt liegenden Küchen und anderen Wirtschaftsräumen führen. Die beiden Eckräume auf der Ostseite des Hauptgebäudes sind quadratische Salons, beleuchtet durch je ein riesiges venezianisches Fenster. In einem der beiden, dem Landscape Room (Landschaftsraum), hängen Gemälde von Claude Lorrain und Nicolas Poussin. Die meisten Möbel der state rooms wurden von William Kent in einem repräsentativen Barockstil mit Anleihen an klassische Formen entworfen.

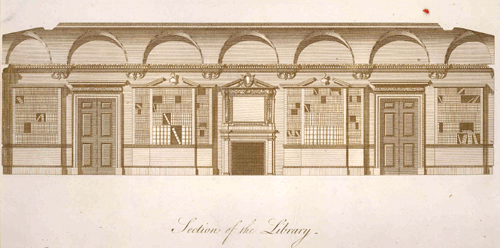
Querschnitt durch die Bibliothek

Insgesamt ist die Dekoration der Haupträume so zurückhaltend (oder in den Worten von James Lees-Milne: „keusch“), dass auch die kleineren und intimeren Räume des Familienflügels in einem ähnlichen Stil gestaltet sind, ohne überladen zu wirken. Durch den gesamten Flügel verläuft die Bibliothek, die bis heute vor allem die Bücher enthält, die Thomas Coke auf seiner Grand Tour in Italien erstand. Armand Hammer erwarb daraus den Codex Leicester,  heute im Besitz von Bill Gates.

## Holkham heute
Die Kosten zum Bau von Holkham Hall lagen wahrscheinlich bei etwa 90.000 britischen Pfund, was bei einer vorsichtigen Schätzung heute (2006) etwa 8 Millionen Pfund entspricht. Diese enormen Kosten ruinierten den 1st Earl of Leicester beinahe vollständig und die Familie war in der Folge finanziell auch kaum im Stande, größere Veränderungen am Haus vorzunehmen und es damit der jeweiligen Mode anzupassen. Aus diesem Grunde blieb das Haus seit seiner Fertigstellung 1764 beinahe unverändert erhalten. Lediglich das Vestibül auf der Nordseite und die terrassierten Gartenanlagen auf der Südseite wurden in den 1850ern durch den 2. Earl hinzugefügt. Heute ist dieses perfekt erhaltene Beispiel des Palladianismus ein prosperierendes Privatunternehmen. Die Familie der Earls of Leicester of Holkham lebt bis heute in Holkham Hall, das während der Sommermonate auch für Besucher geöffnet ist. Die umfangreichen Sammlungen stehen Forschern offen und werden vielfach als Leihgaben an Museen im In- und Ausland vergeben. Holkham Hall ist Mitglied der Historic Houses Association und gehört dem Konsortium Treasure Houses of England an.